# Списак авиона произведених у Икарусу до 1941
"Икарус" је фабрика авиона основана 13. октобра 1923. у Новом Саду. 

## Историјат
У периоду од оснивања Икарус је производио школске авионе за Војно ваздухопловство Краљевине СХС и хидроавионе за Поморско ваздухопловство ратне морнарице Краљевине СХС. У току 1928. године завршена је нова фабрика авиона у Земуну и исте године је у њој почела производња војних авиона сходно уговору који је Икарус потписао са Министарством војним 24. марта 1927. године. Све до 2. новембра 1932. године погон у Новом Саду је производио хидроавионе, а погон у Земуну борбене авионе. Након тога производња у Новом Саду се гаси и комплетна производња и управа фабрике се пресељава у Земун а преостале некретнине у Новом Саду су продате.

## Летелице произведене до 1941. године
Све до почетка Другог светског рата у Југославији (април 1941.) у Икарусу су произведен следеће летелице:
| Назив авиона                     | Намена                   | Број   | Година  | Конструкција                |
| ШБ-1 - Мали Бранденбург          | школски - двосед         | 24     | 1924    | лиценца                     |
| СБ-1 - Средњи Бранденбург        | школско-прелазни         | 18 + 4 | 1924    | лиценца                     |
| ШМ-1 школски морнарички          | школски хидроавион       | 36 + 6 | 1924    | Јосиф Микл                  |
| ИО - извиђач обални              | извиђач-хидроавион       | 37     | 1926    | Јосиф Микл                  |
| Икарус ИМ-1 - извиђач морнарички | извиђач-хидроавион       | 1+1+2  | 1926    | Јосиф Микл                  |
| Цеглинг - једрилица              | једрилица - клизач       | 4      | 1928    | Александар Липиш            |
| Попенхаузен - једрилица          | једрилица                | 2      | 1928    | Александар Липиш            |
| Потез XXV                        | извиђач                  | 220    | 1928    | француска лиценца           |
| СИМ-VIII                         | Спортско - туристички    | 2      | 1933    | Сима Милутиновић            |
| Авиа БХ-33                       | ловац                    | 30     | 1933/34 | чехословачка лиценца        |
| Хокер фјури                      | ловац - двокрилац]       | 24     | 1936/37 | британска лиценца           |
| Икарус Сиви соко                 | спортско-туристички      | 1+1+1  | 1931    | Јосиф Микл                  |
| ИК-1                             | ловац                    | 1      | 1935    | Љубомир Илић И Коста Сивчев |
| ИК-2                             | ловац                    | 1+12   | 1938/39 | Љубомир Илић, Коста Сивчев  |
| Икарус оркан                     | лаки бомбардер и разарач | 1      | 1940    | Момчиловић и Радојковић     |
| ММ-2                             | тренажни авион           | 1      | 1940    | Манојловић и Милошевић      |
| Икарус B-5                       | авион за обрушавање      | 1      | 1940/41 | Драгутин Бешлин             |
| Бристол Бленхајм                 | бомбардер                | 40     | 1940    | британска лиценца           |
| Аеро-2                           | школски                  | 1      | 1940    | Цијан и Петковић            |